# Paulskirche (Erfurt)

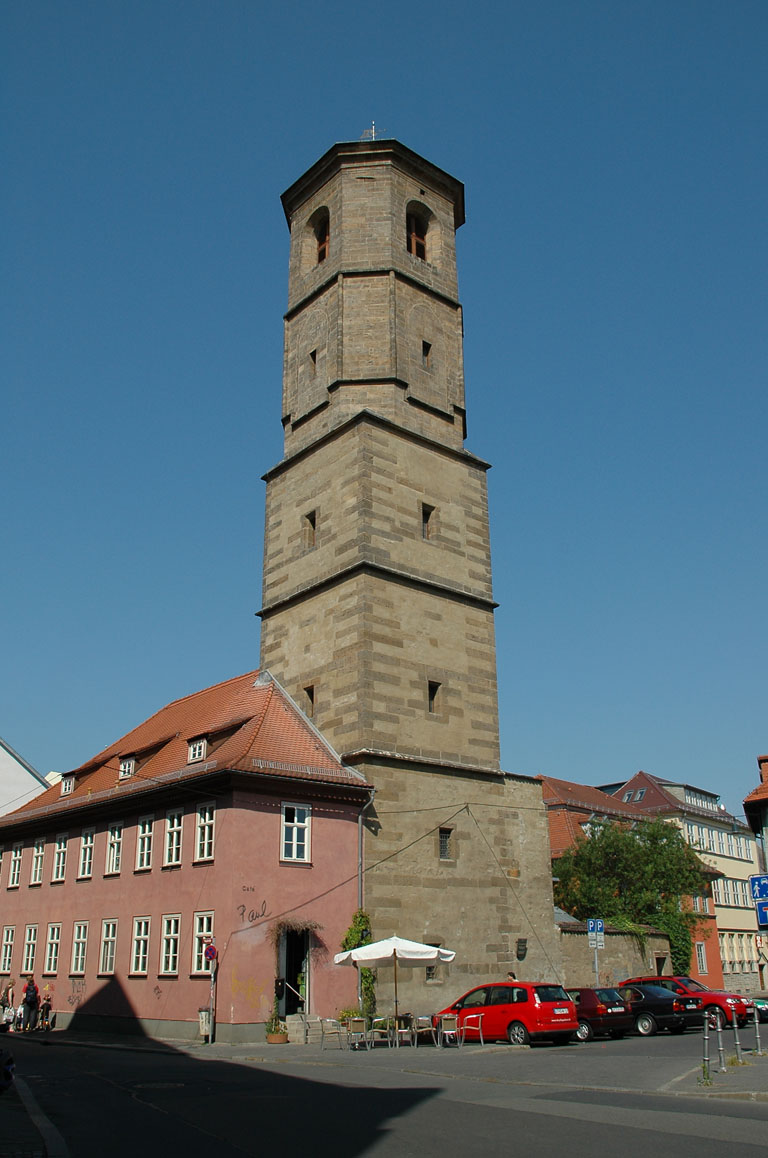
Der Paulsturm

Die Paulskirche war eine Kirche in der Altstadt von Erfurt. Heute ist nur noch ihr Turm, der Paulsturm erhalten.

## Geschichte
Die Paulskirche wurde 1181 erstmals urkundlich erwähnt. Der heute erhaltene Turm entstand zwischen 1465 und 1469. Nach der Einführung der Reformation 1525 wurde die Kirche nur noch wenig genutzt, lag sie doch jetzt direkt gegenüber dem aufgelösten Predigerkloster, dessen große Kirche nun auch als Pfarrkirche diente. 1736 führte ein Brand zu schweren Zerstörungen an der Kirche, sodass sie bis 1759 abgerissen wurde. Der Turm blieb erhalten und diente fortan als Glockenturm der Predigerkirche. Sein oberer Teil entstand ab 1738 im frühklassizistischen Stil.
In einem Gebäude auf dem ehemaligen Kirchenschiff befindet sich auch ein Kaffeehaus, Café Paul.